# B-Sides and Seasides
B-Sides and Seasides é a compilação b-side da banda americana The Narrative, lançado em 4 de Abril de 2012, produzido por Bryan Russell no Red Wire Studio. 
O b-side foi lançado quando a banda estava se preparando para começar o seu segundo álbum de estúdio em Nova York.
O álbum inclui versões acusticas, alternativas de músicas de The Narrative e Just Say Yes. Inclui duas novas canções "Hallelujah" e "Make It Right" ( do EP de turnê "Kickstarter" e "Nothing Without You" ) e covers do Radiohead, "Karma Police" e Brand New, "Tautou", onde a banda criou uma versão estendida para a canção.

## Recepção critica
"Seanholio" do Cooltry escreveu: "Eu não costumo fazer reviews de b-sides MAS o The Narrative é um caso especial. Qual outra banda tiraria um tempo da sua corrida rotina para fazer um vídeo chat com não 1 mas 40 dos fãs que ajudaram com os custos da sua turnê. Durante o vídeo chat Suzie Zeldin mencionou que eles estariam trabalhando duro no sucessor do seu auto-intitulado é muito mais que um simples album b-side. Ele traz algumas novas canções, versões alternativas e ainda covers. É correto falar que esse é um álbum decente e apropriado para 2012". 

## Faixas
| N.º            | Título                        | Duração |  |
| 1.             | "Hallelujah"                  | 4:23    |  |
| 2.             | "Make It Right"               | 3:48    |  |
| 3.             | "Winter's Coming (Acoustic)"  | 5:07    |  |
| 4.             | "Castling (Acoustic)"         | 4:06    |  |
| 5.             | "Fade (Alternate Version)"    | 4:58    |  |
| 6.             | "Silence & Sirens (Acoustic)" | 3:47    |  |
| 7.             | "You Will Be Mine (Acoustic)" | 3:56    |  |
| 8.             | "End All (2007 Demo)"         | 3:39    |  |
| 9.             | "Tautou"                      | 4:19    |  |
| 10.            | "Karma Police"                | 4:17    |  |
| Duração total: | Duração total:                | 42:20   |  |

| Críticas profissionais | Críticas profissionais |
| Avaliações da crítica  | Avaliações da crítica  |
| Fonte                  | Avaliação              |
| ---------------------- | ---------------------- |
| Cooltry (Bro)          | [ 3 ]                  |